# جينتنج هونغ كونغ
شركة جينتنج هونغ كونغ المحدودة ((بالصينية: 雲頂香港有限公司)) هي شركة قابضة مدرجة في بورصة هونغ كونغ تعمل في قطاع الرحلات البحرية والمنتجعات. يقع مقرها الرئيسي في هونغ كونغ. وهي جزء من مجموعة جينتنج ويرأس ليم كوك تاي رئيس مجلس إدارة مجموعة جينتنج أيضًا رئاسة مجلس إدارة الشركة، ويملك الحصة الأكبر في جينتنج هونغ كونغ بنسبة ملكية 69٪ كما في أبريل 2020.
تمتلك الشركة عدد من الشركات الفرعية مثل ستار للرحلات البحرية وكريستال للرحلات البحرية ودريم للرحلات البحرية ومنتجع ريسورتس وورلد مانيلا وأحواض بناء السفن إم في ويرفن ولويد ويرفت.

## التاريخ
كانت في الأصل شركة تابعة لمجموعة جينتنج بحصة 17.8٪. وفي عام 1993 أطلقت مجموعة جينتنج شركة ستار للرحلات البحرية.وفي عام 2000 اشترت شركة ستار للرحلات البحرية التابعة لجينتنج هونغ كونغ شركة نرويجيان للرحلات البحرية، لكنها باعت لاحقًا في عام 2007 نصف ملكيتها في الشركة إلى أبولو الاستثمارية. وانخفض بعد ذلك ملكية شركة ستار إلى 28٪ نتيجة للاكتتاب العام الأولي لعام 2013 لشركة نرويجيان للرحلات البحرية.
في عام 2015 تم الاستحواذ على كريستال للرحلات البحرية الفاخرة، وأيضا الملهى الليلي السنغافوري زوك،  وحصة أغلبية في حوض بناء السفن الألماني لويد ويرفت. وفي نوفمبر من ذلك العام تم إنشاء دريم للرحلات البحرية كعلامة تجارية جديدة للرحلات البحرية الفاخرة في آسيا. ولاحقا في مايو 2016 اشترت جنتنج 30٪ المتبقية من لويد ويرفت، بالإضافة إلى أحواض بناء السفن في إم في ويرفن وفارموند وفولكس ويرفيت، ودمجت لشكيل مجموعة باسم لويد ويرفت.
في أكتوبر 2016 تم بيع جينتنج هونغ كونغ بالكامل إلى شركة جولدن هوب ليميتد المملوكة لعائلة ليم كوك تاي كجزء من عملية إعادة هيكلة للشركة العائلية، وفصلت عن مجموعة جينتنج مع الاحتفاظ بها تحت ملكية العائلة.